# Spitygniew II
Spitygniew II (czes. Spytihněv II.; ur. 1031(?), zm. 28 stycznia 1061) – książę Czech od 1055 roku z dynastii Przemyślidów.
Był najstarszym synem Brzetysława I i Judyty ze Schweinfurtu; bratem Wratysława II, Konrada I, Ottona I Pięknego i Jaromira Gebharta.
Przypuszcza się, że w 1039 roku został wysłany przez ojca jako zakładnik na dwór cesarza Henryka III.
W nieznanym bliżej roku został księciem w Žatcu, skąd z ramienia ojca około 1053 roku nadzorował przebudowę zamku w Hradczanach.
W roku 1055 przyjął w lenno Czechy od cesarza Henryka III.
W roku 1057 założył w Litomierzycach na wzgórzu Dómskim kapitułę z bazyliką romańską, przebudowaną później w stylu gotyckim. Za jego panowania powstała rotunda Świętego Wita w bazylice romańskiej na praskim zamku.
Był żonaty z Idą z Wettynów. Z tego małżeństwa pochodził Świętobór Fryderyk.